# Zwemmen op de Middellandse Zeespelen 2009
Zwemmen is een van de sporten die beoefend werden tijdens de Middellandse Zeespelen 2009 in Pescara, Italië. Er waren 40 onderdelen: twintig voor mannen, twintig voor vrouwen. Er waren twee disciplines voor mindervaliden.

## Uitslagen

#### Mannen
| Event                          | Goud               | Goud          | Zilver                    | Zilver   | Brons                     | Brons    |
| ------------------------------ | ------------------ | ------------- | ------------------------- | -------- | ------------------------- | -------- |
| 50 m vrije slag                | Frédérick Bousquet | 21,17 (GR)    | Alain Bernard             | 21,62    | Federico Bocchia          | 22,05    |
| 100 m vrije slag               | Alain Bernard      | 47,83 (GR)    | Filippo Magnini           | 48,27    | Nabil Kebbab              | 48,89    |
| 100 m vrije slag mindervaliden | David Levecq Vives | 54,46         | Jose Mari Alcaraz         | 56,67    | Vincent Rupp              | 58,98    |
| 200 m vrije slag               | Oussama Mellouli   | 1.46,44 (GR)  | Ahmed Mathlouthi          | 1.47,00  | Marco Belotti             | 1.47,29  |
| 400 m vrije slag               | Oussama Mellouli   | 3.42,71 (GR)  | Samuel Pizzetti           | 3.48,37  | Ahmed Mathlouthi          | 3.49,65  |
| 1500 m vrije slag              | Oussama Mellouli   | 14.38,01 (GR) | Federico Colbertaldo      | 15.04,23 | Marcos Rivera Miranda     | 15.11,60 |
| 50 m rugslag                   | Aschwin Wildeboer  | 24,73 (GR)    | Camille Lacourt           | 25,03    | Jérémy Stravius           | 25,04    |
| 100 m rugslag                  | Aschwin Wildeboer  | 52,87 (GR)    | Aristeidis Grigoriadis    | 54,00    | Mirco Di Tora             | 54,45    |
| 200 m rugslag                  | Aschwin Wildeboer  | 1.54,96 (GR)  | Sebastiano Ranfagni       | 1.58,59  | Damiano Lestingi          | 1.59,96  |
| 50 m schoolslag                | Alessandro Terrin  | 27,22 (GR)    | Emil Tahirovič            | 27,27    | Čaba Silađi               | 27,34    |
| 100 m schoolslag               | Melquiades Alvarez | 1.00,45 (GR)  | Čaba Silađi               | 1.00,68  | Luca Pizzini              | 1.01,26  |
| 200 m schoolslag               | Melquiades Alvarez | 2.09,69 (GR)  | Edoardo Giorgetti         | 2.10,11  | Romanos-Iasonas Alyfantis | 2.11,54  |
| 50 m vlinderslag               | Mario Todorović    | 23,61 (GR)    | Ivan Lenđer               | 23,65    | Mattia Nalesso            | 23,81    |
| 100 m vlinderslag              | Ivan Lenđer        | 51,79 (GR)    | Clément Lefert            | 51,93    | Peter Mankoč              | 52,06    |
| 200 m vlinderslag              | Thomas Vilaceca    | 1.57,77       | Francesco Vespe           | 1.57,78  | Niccolo Beni              | 1.57,92  |
| 200 m wisselslag               | Oussama Mellouli   | 1.58,38 (GR)  | Romanos-Iasonas Alyfantis | 1.59,89  | Alessio Boggiatto         | 2.01,13  |
| 400 m wisselslag               | Oussama Mellouli   | 4.10,53 (GR)  | Luca Marin                | 4.13,58  | Luca Angelo Dioli         | 4.15,13  |
| 4 x 100 m vrije slag           | Frankrijk          | 3.12,03 (GR)  | Italië                    | 3.13,78  | Griekenland               | 9.09,7   |
| 4 x 200 m vrije slag           | Italië             | 7.09,44 (GR)  | Frankrijk                 | 7.13,27  | Griekenland               | 7.16,39  |
| 4 x 100 m wisselslag           | Spanje             | 3.34,22 (GR)  | Griekenland               | 3.34,71  | Italië                    | 3.35,55  |

#### Vrouwen
| Event                          | Goud                   | Goud         | Zilver                           | Zilver  | Brons                    | Brons   |
| ------------------------------ | ---------------------- | ------------ | -------------------------------- | ------- | ------------------------ | ------- |
| 50 m vrije slag                | Malia Metella          | 24,88 (GR)   | Cristina Chiuso Gigliola Tecchio | 25,56   | niet uitgereikt          |         |
| 100 m vrije slag               | Miroslava Najdanovski  | 55,09 (GR)   | Theodora Drakou                  | 55,65   | Maria Fuster Martinez    | 55,80   |
| 100 m vrije slag mindervaliden | Elodie Lorandi         | 1.03,25      | Esther Morales                   | 1.03,40 | Sarai Gascon Moreno      | 1.04,93 |
| 200 m vrije slag               | Patricia Castro Ortega | 1.58,91 (GR) | Ophélie-Cyrielle Étienne         | 1.59,11 | Alice Carpenese          | 2.00,67 |
| 400 m vrije slag               | Federica Pellegrini    | 4.00,41 (WR) | Coralie Balmy                    | 4.05,37 | Erika Villaécija García  | 4.05,85 |
| 800 m vrije slag               | Alessia Filippi        | 8.20,78 (GR) | Nina Cesar                       | 8.31,26 | Ophélie-Cyrielle Étienne | 8.32,38 |
| 50 m rugslag                   | Elena Gemo             | 28,60 (GR)   | Mercedes Peris Minguet           | 28,64   | Sanja Jovanović          | 28,65   |
| 100 m rugslag                  | Alexianne Castel       | 1.02,13 (GR) | Duane Da Rocha Marce             | 1.02,30 | Aspasia Petradaki        | 1.02,48 |
| 200 m rugslag                  | Alessia Filippi        | 2.08,03 (GR) | Duane Da Rocha Marce             | 2.11,73 | Alexianne Castel         | 2.12,43 |
| 50 m schoolslag                | Anastasia Chrystoforou | 31,12 (GR)   | Concepcion Badillo Diaz          | 31,14   | Roberta Panara           | 31,19   |
| 100 m schoolslag               | Roberta Panara         | 1.08,47 (GR) | Angeliki Exarchou                | 1.08,99 | Giulia Fabbri            | 1.09,14 |
| 200 m schoolslag               | Coralie Dobral         | 2.26,41 (GR) | Chiara Boggiatto                 | 2.26,84 | Angeliki Exarchou        | 2.29,05 |
| 50 m vlinderslag               | Mélanie Henique        | 26,37 (GR)   | Cristina Maccagnola              | 26,65   | Angela San Juan Cisneros | 26,80   |
| 100 m vlinderslag              | Francesca Segat        | 59,13 (GR)   | Diane Bui Duyet                  | 59,24   | Angela San Juan Cisneros | 59,60   |
| 200 m vlinderslag              | Caterina Giacchetti    | 2.06,89 (GR) | Mireia Belmonte García           | 2.06,90 | Paola Cavallino          | 2.10,19 |
| 200 m wisselslag               | Camille Muffat         | 2.10,36 (GR) | Mireia Belmonte García           | 2.13,07 | Anja Klinar              | 2.14,24 |
| 400 m wisselslag               | Anja Klinar            | 4.39,48 (GR) | Francesca Segat                  | 4.42,27 | Lara Grangeon            | 4.43,54 |
| 4 x 100 m vrije slag           | Italië                 | 3.40,63 (GR) | Frankrijk                        | 3.41,65 | Spanje                   | 3.43,48 |
| 4 x 200 m vrije slag           | Italië                 | 7.56,69 (GR) | Frankrijk                        | 8.05,78 | Spanje                   | 8.06,21 |
| 4 x 100 m wisselslag           | Italië                 | 4.04,57 (GR) | Spanje                           | 4.04,88 | Griekenland              | 4.06,38 |

## Medaillespiegel
| Plaats | Land        | Goud | Zilver | Brons | Totaal |
| 1      | Italië      | 12   | 13     | 14    | 39     |
| 2      | Frankrijk   | 10   | 9      | 5     | 24     |
| 3      | Spanje      | 8    | 9      | 8     | 25     |
| 4      | Tunesië     | 5    | 1      | 1     | 7      |
| 5      | Servië      | 2    | 2      | 1     | 5      |
| 6      | Slovenië    | 1    | 2      | 2     | 5      |
| 7      | Kroatië     | 1    | 0      | 1     | 2      |
| 8      | Cyprus      | 1    | 0      | 0     | 1      |
| 9      | Griekenland | 0    | 5      | 6     | 11     |
| 10     | Algerije    | 0    | 0      | 1     | 1      |
| Totaal | Totaal      | 40   | 41     | 39    | 120    |

1951 · 1955 · 1959 · 1963 · 1967 · 1971 · 1975 · 1979 · 1983 · 1987 · 1991 · 1993 · 1997 · 2001 · 2005 · 2009 · 2013 · 2018 · 2022
Atletiek · Basketbal · Bocce · Boksen · Gewichtheffen · Golf · Gymnastiek · Handbal · Judo · Kanovaren · Karate · Paardensport · Roeien · Schermen · Schietsport · Tafeltennis · Tennis · Voetbal · Volleybal · Waterpolo · Waterskiën · Wielersport · Worstelen · Zeilen · Zwemmen